# 舞踏会のあとで
舞踏会のあとで（After the Ball）は、チャールス・K・ハリスが作詞・作曲した1892年のアメリカのポピュラーソング。

## 概要
1800年代に多くの美しい曲が作られたがこの曲もそのうちの一つ。美しいワルツ曲で、誤解から恋人を失い、一生結婚しなかった話を、幼い姪に語る歌。
当時500万部以上の楽譜が売れた。
後のバージョンではコーラスが歌のメインパートとなっており、しばしばヴァースが省略される場合が多い。例えば、ナット・キング・コールの1963年のアルバム"Those Lazy Hazy Crazy Days of Summer"でのバージョンでは、ヴァースを一部省略して、コーラス - ヴァース - コーラスという構成にするとともに、ヴァース部分の歌詞を新たなものにしている。しかし、原曲はむしろヴァースが歌の主要部分で、物語が展開してゆく。

## 歌詞
1.
A little maiden climbed an old man's knee,
Begged for a story – "Do Uncle please.
Why are you single; why live alone?
Have you no babies; have you no home?"
"I had a sweetheart years, years ago;
Where she is now pet, you will soon know.
List to the story, I'll tell it all,
I believed her faithless after the ball."
(Chorus)
After the ball is over,
After the break of morn –
After the dancers' leaving;
After the stars are gone;
Many a heart is aching,
If you could read them all;
Many the hopes that have vanished
After the ball.
2.
Bright lights were flashing in the grand ballroom,
Softly the music playing sweet tunes.
There came my sweetheart, my love, my own –
"I wish some water; leave me alone."
When I returned dear there stood a man,
Kissing my sweetheart as lovers can.
Down fell the glass pet, broken, that's all,
Just as my heart was after the ball.
(Chorus)
3.
Long years have passed child, I've never wed.
True to my lost love though she is dead.
She tried to tell me, tried to explain;
I would not listen, pleadings were vain.
One day a letter came from that man,
He was her brother – the letter ran.
That's why I'm lonely, no home at all;
I broke her heart pet, after the ball.
(Chorus)

### 和訳
1.
小さな娘が老人のひざに乗り
話をせがむ「おじさんお願い
なぜ結婚してないの、ひとりで暮らしてるの?
子供はいないの、家族はいないの?」
「私にも恋人がいたよ、遠い遠い昔
彼女が今どこにいるのかも、すぐに分かるよ
話をお聞き、みんな話してあげよう
彼女の誠実さを疑ってしまったんだ、舞踏会のあとで」
（コーラス）
舞踏会が終わったあとで
夜が明けたあとで
踊った人々が去ったあとで
星が消えたあとで
たくさんの心が痛む
もし君が他人の心を読めたなら
たくさんの希望が消え去った
舞踏会のあとで
2.
舞踏会の大広間にまぶしい光がきらめいて
やさしい音楽が甘い曲を奏でる
そこに私の恋人がやってきた、愛しい人、私だけの
「水が欲しいわ、ひとりにさせて」
私が戻ると、そこには男が立っていた
恋人同士のように私の恋人にキスをしていた
グラスが落ちて壊れた、それでおしまい
まるで舞踏会のあとの私の心のように
（コーラス）
3.
何年もが過ぎたけど、私は結婚しなかった
なくした愛に忠実でいた、彼女が死んだあとも
彼女は私に話そうとした、説明しようとした
私は聞こうとしなかった、弁解は虚しいだけだった
ある日あの男から手紙が来た
自分は彼女の兄弟だと、そこには書いてあった
だから私はひとりなんだ、家族もいないんだ
私は彼女の心を傷つけてしまった、舞踏会のあとで
（コーラス）